# Guáimaro
Guáimaro est une localité et une municipalité de Cuba dans la province de Camagüey.

## Géographie

### Situation
La municipalité de Guáimaro est sur la rive nord de l'île de Cuba, à l'est de la partie centrale du pays, et au nord-est de la province de Camagüey. Par route elle se trouve à 
611 km au sud-est de La Havane et
82 km sud-est de Camagüey sa capitale de province.

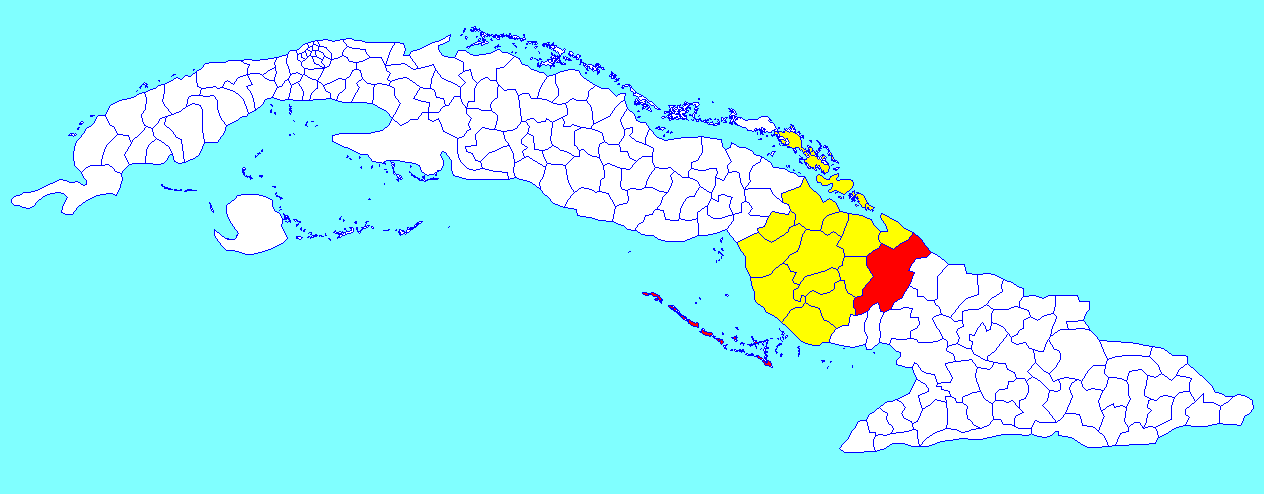
Municipalité de Guáimaro dans la province de Camagüey (mais au nord elle ne monte pas jusqu'à la mer)

### Divisions administratives
Guáimaro a sept consejos populares :
- Guáimaro Sur
- Guáimaro Norte
- Cascorro
- Martí
- El Caimito
- Galbis
- Pueblo Nuevo

## Population
En 2022 la population de la municipalité est estimée à 36 114 habitants. Pour une surface de 1 286 km2, la densité est de 28,08 habitants/km².

## Personnalités
- Félix González-Torres, artiste contemporain né à Guáimaro en 1957